# روزالیند رووی

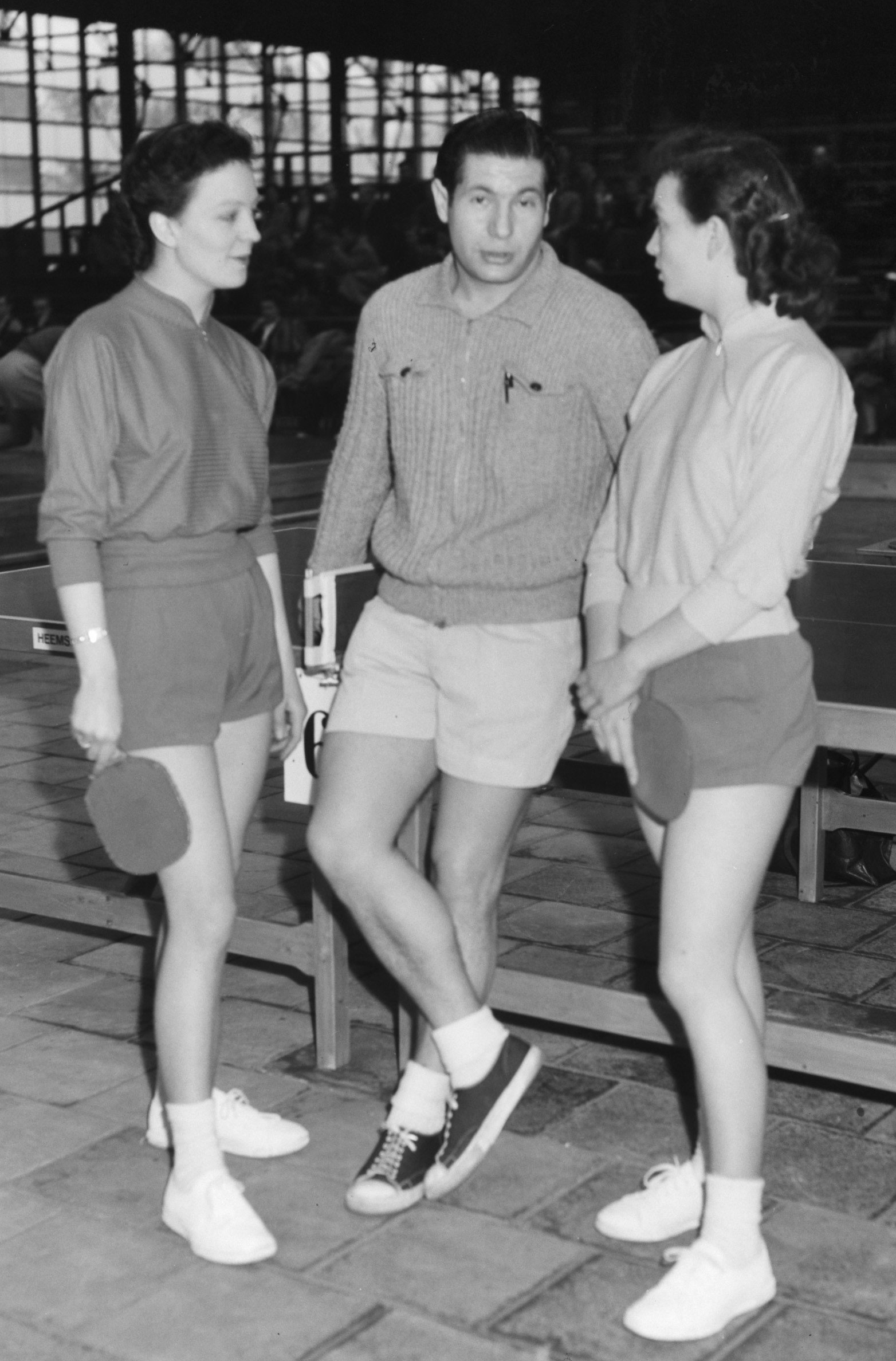
روزالیند رووی

روزالیند رووی (انگلیسی: Rosalind Rowe؛ ۱۴ آوریل ۱۹۳۳ – ۱۵ ژوئن ۲۰۱۵) یک بازیکن تنیس روی میز بود.
وی در مسابقات کشوری و بین‌المللی در مجموع برنده ۲ مدال طلا، ۴ مدال نقره، ۸ مدال برنز شده‌است.